# Original Dixieland Jazz Band

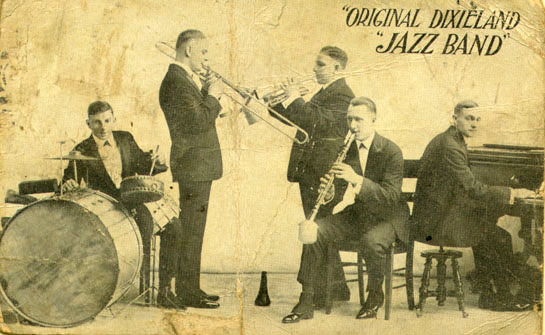
Original Dixieland Jazz Band

Original Dixieland Jazz Band, oorspronkelijk (Original) Dixieland Jass Band, was een Amerikaans kwintet van blanke muzikanten die als eersten jazzmuziek opnamen in 1917. De door hen gespeelde muziekstijl draagt hun naam en wordt dixieland, hotjazz of New Orleans style genoemd. Hun bekendste nummer is Tiger Rag.
De groep was actief van 1916 tot midden jaren 1920 en had een korte reünie in 1936.

## Leden[3]

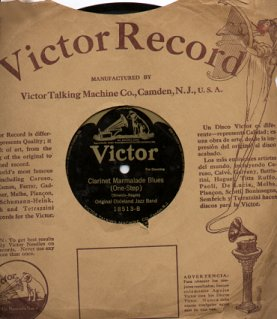
Elpee Clarinet Marmalade
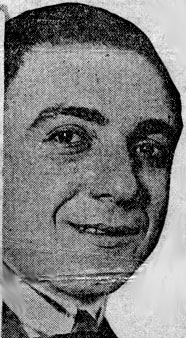
Nick LaRocca (trompet en kornet)
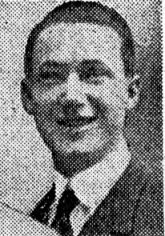
Larry Shields (klarinet)
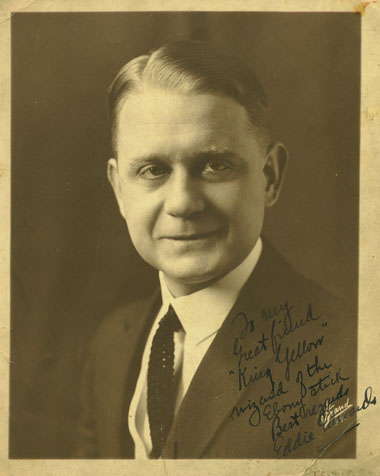
Eddie Edwards (trombone)
- Tony Sbarbaro (slagwerk)
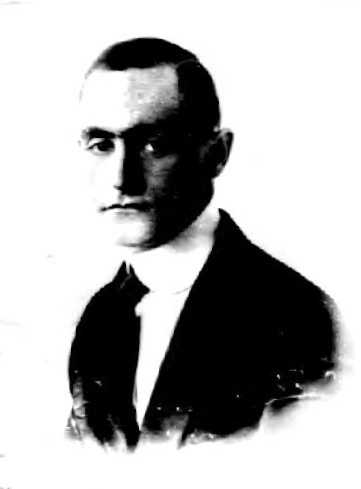
Henry Ragas (piano) tot 1919
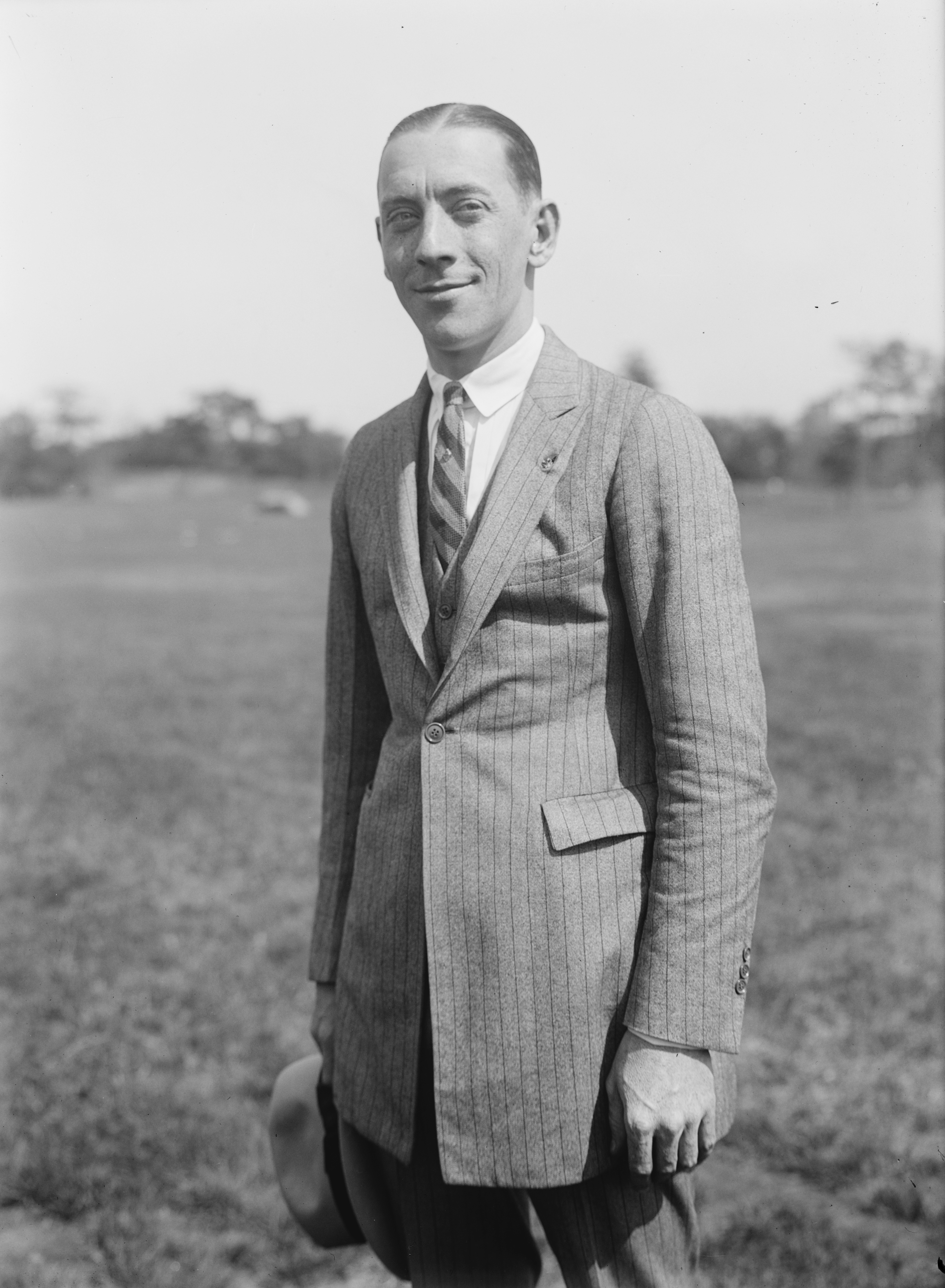
J. Russell Robinson

- Joseph Russel Robinson (piano) vanaf 1919

## Beluisteren
|  |                           |
|  | Tiger Rag (download·info) |

|  |                               |
|  | Jazz Me Blues (download·info) |

|  |                                     |
|  | Livery Stable Blues (download·info) |

|  |                                          |
|  | Dixie Jass Band One-Step (download·info) |